# Sophie Vercruysse
Sophie Vercruysse (Bruxelles, 30 agosto 1977) è una montatrice belga.

## Biografia
Si è laureata in montaggio cinematografico all'Institut des Arts de Diffusion di Louvain-la-Neuve, facendo la sua prima esperienza in cabina di montaggio in occasione del suo tirocinio curricolare col film Thomas in Love (2000). Ha cominciato a lavorare nell'industria cinematografica come assistente di Marie-Hélène Dozo al montaggio de Il figlio (2002) dei fratelli Dardenne. Nel corso degli anni duemila, si è affermata come montatrice dei primi 5 lungometraggi del regista Joachim Lafosse, vincendo il suo primo premio Magritte al miglior montaggio con nel 2013 À perdre la raison. Nel 2024 è stata una delle 12 donne ad accusare Lafosse di molestie sessuali.

## Filmografia parziale
- Folie privée, regia di Joachim Lafosse (2004)
- Ça rend heureux, regia di Joachim Lafosse (2006)
- Proprietà privata (Nue Propriété), regia di Joachim Lafosse (2006)
- Élève Libre - Lezioni private (Élève Libre), regia di Joachim Lafosse (2008)
- Avant les mots, regia di Joachim Lafosse – cortometraggio (2010)
- À perdre la raison, regia di Joachim Lafosse (2012)
- Les Chevaliers blancs, regia di Joachim Lafosse (2015)
- Baden Baden, regia di Rachel Lang (2016)
- La folle vita (Une vie démente), regia di Ann Sirot e Raphaël Balboni (2020)
- Mon Légionnaire, regia di Rachel Lang (2021)
- La sindrome degli amori passati (Le Syndrome des amours passées), regia di Ann Sirot e Raphaël Balboni (2023)

## Premi e riconoscimenti
- Premio Magritte
  - 2013 – Miglior montaggio per À perdre la raison
  - 2022 – Candidatura al miglior montaggio per La folle vita
  - 2024 – Miglior montaggio per La sindrome degli amori passati